# جوستافو فاسالو (مبارز)
جوستافو فاسالو (20 يوليو 1920 – 1 أغسطس 2012) هو مبارز بالسيف أرجنتيني راحل، مثّل بلاده في الألعاب الأولمبية الصيفية 1960.

## روابط خارجية
جوستافو فاسالو على موقع أوليمبيديا (الإنجليزية)